# 中山大学深圳校区
中山大学深圳校区，是中山大学的组成校区（园）之一，位于中华人民共和国广东省深圳市光明区新湖街道公常路66号，于2020年8月24日正式启用。中山大学深圳校区并非分校或独立校区，根据中山大学对其“三校区五校园”的“统筹规划、错位发展、各具特色”的发展战略，深圳校区将重点建设中山大学的部分医学、药学和工程技术学科，与广州校区现有的学科方向实行错位发展，并满足深圳市在医学教育、医疗技术、疾病防控、新药研发、生物医学工程、材料科学和工程、电子通讯和航空航天产业等方面的需求。

## 筹划建立
2015年11月3日，中山大学与深圳市人民政府在广州签署协议共同建设中山大学深圳校区。校区选址于广东省深圳市光明区新湖街道圳美附近，公常路以北、广深港客运专线以东的猪公山周边，占地3.3平方千米，由中山大学与深圳市人民政府共同管理。深圳校区将拥有较齐全的学科设置和完整的学位设置（但以醫學類學科為主），与中山大学广州校区的招生录取和学位授予标准一致。2016年9月，深圳校区首次招收182名临床医学专业学生，分布全国各省市；而於2016/17學年至2018/19年度入學學生，將先於中山大學廣州總校修讀一至三年，並於2019年遷往深圳校區上課。

## 校園建設

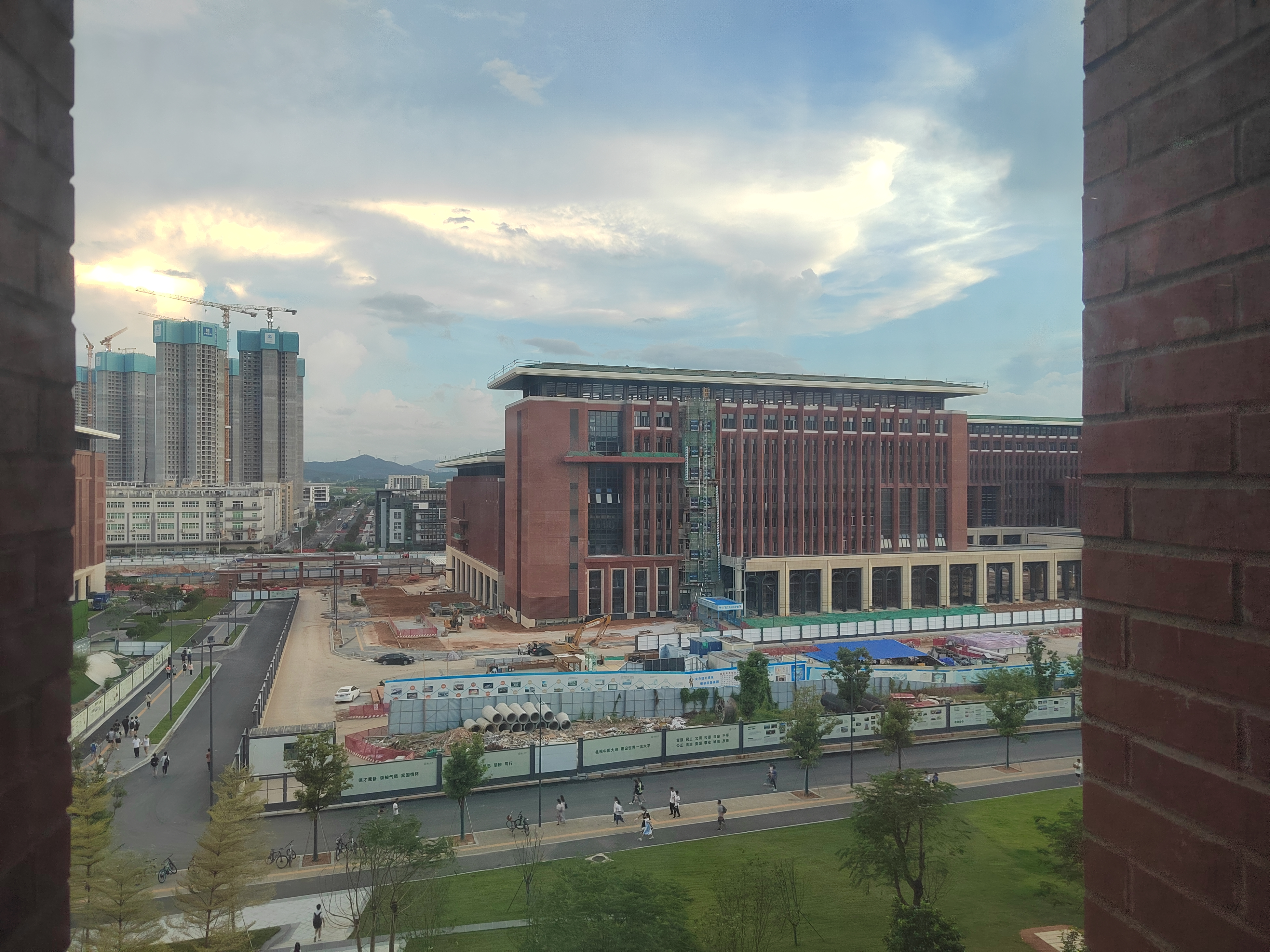
正在建设中的中山大学深圳校区

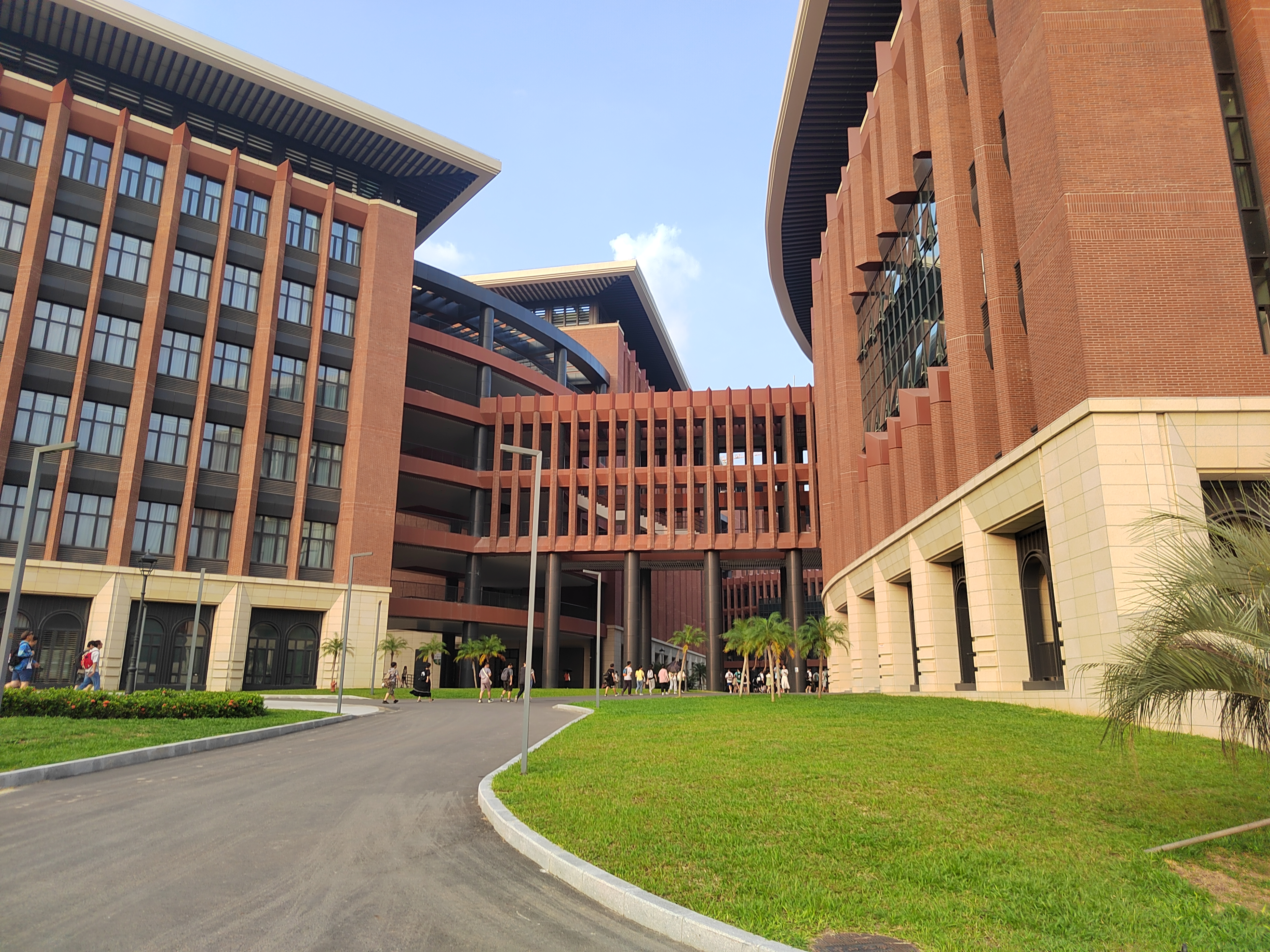
中山大学深圳校区建筑物

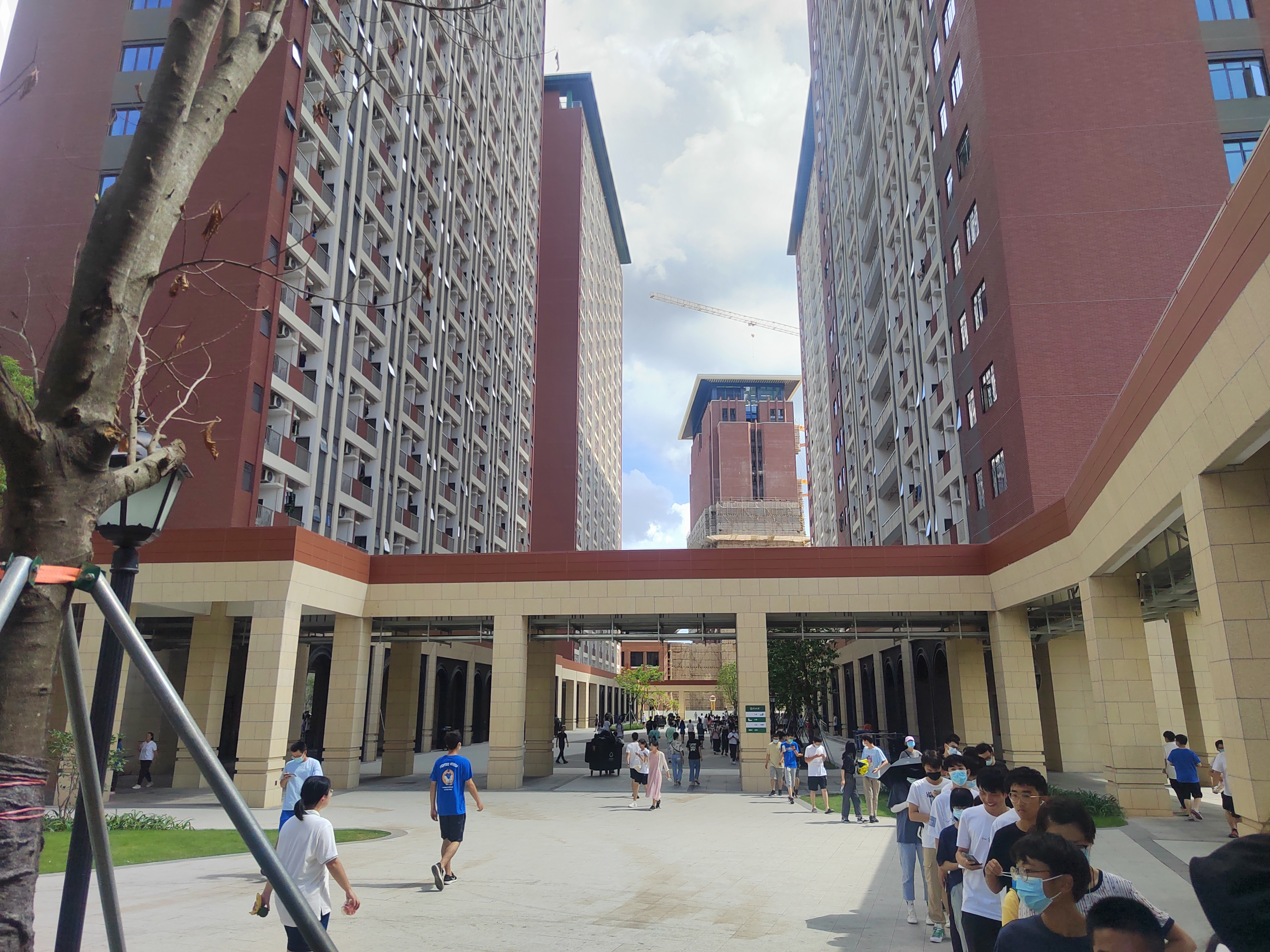
中山大学深圳校区的宿舍楼

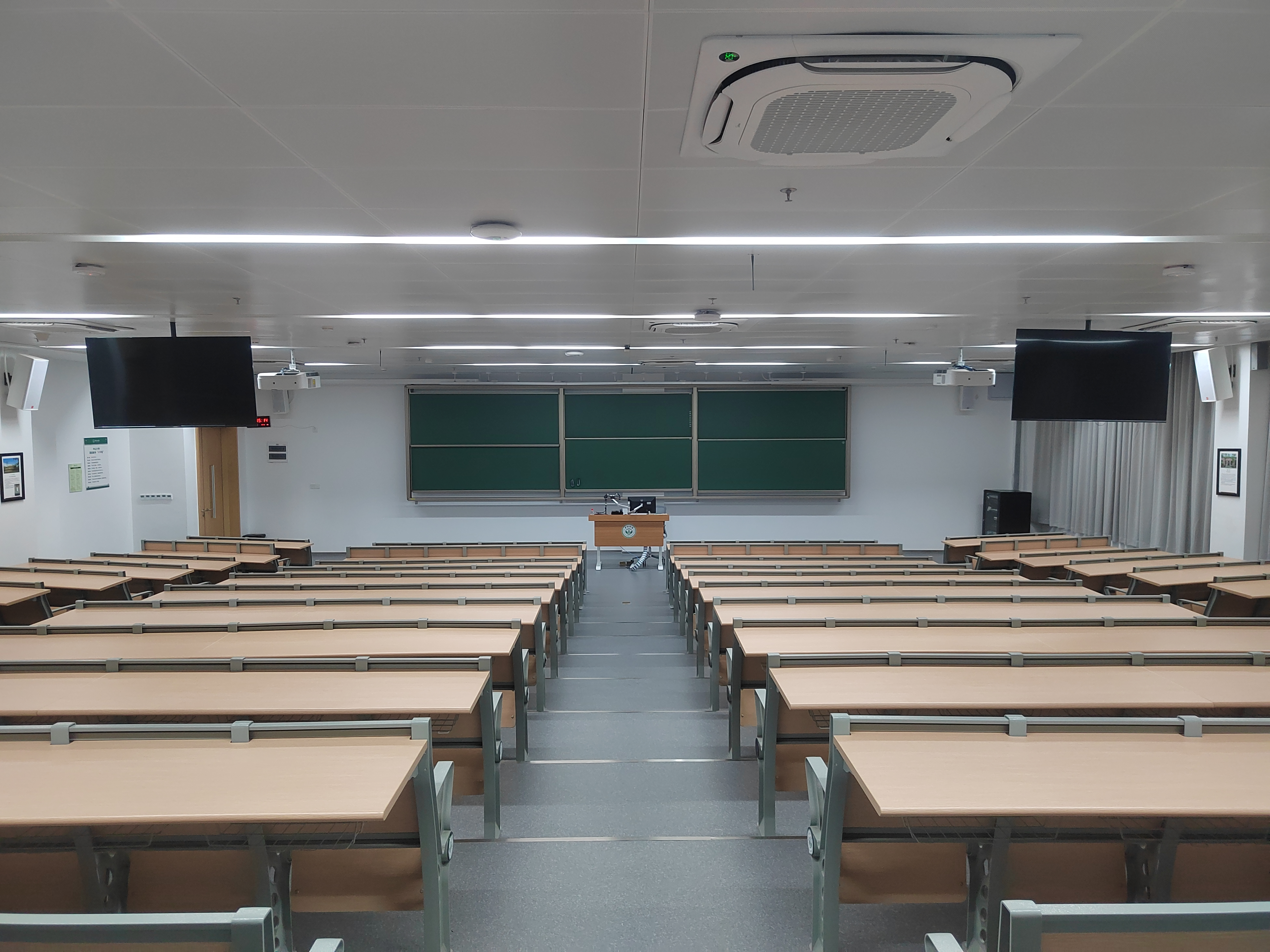
中山大学深圳校区的教室

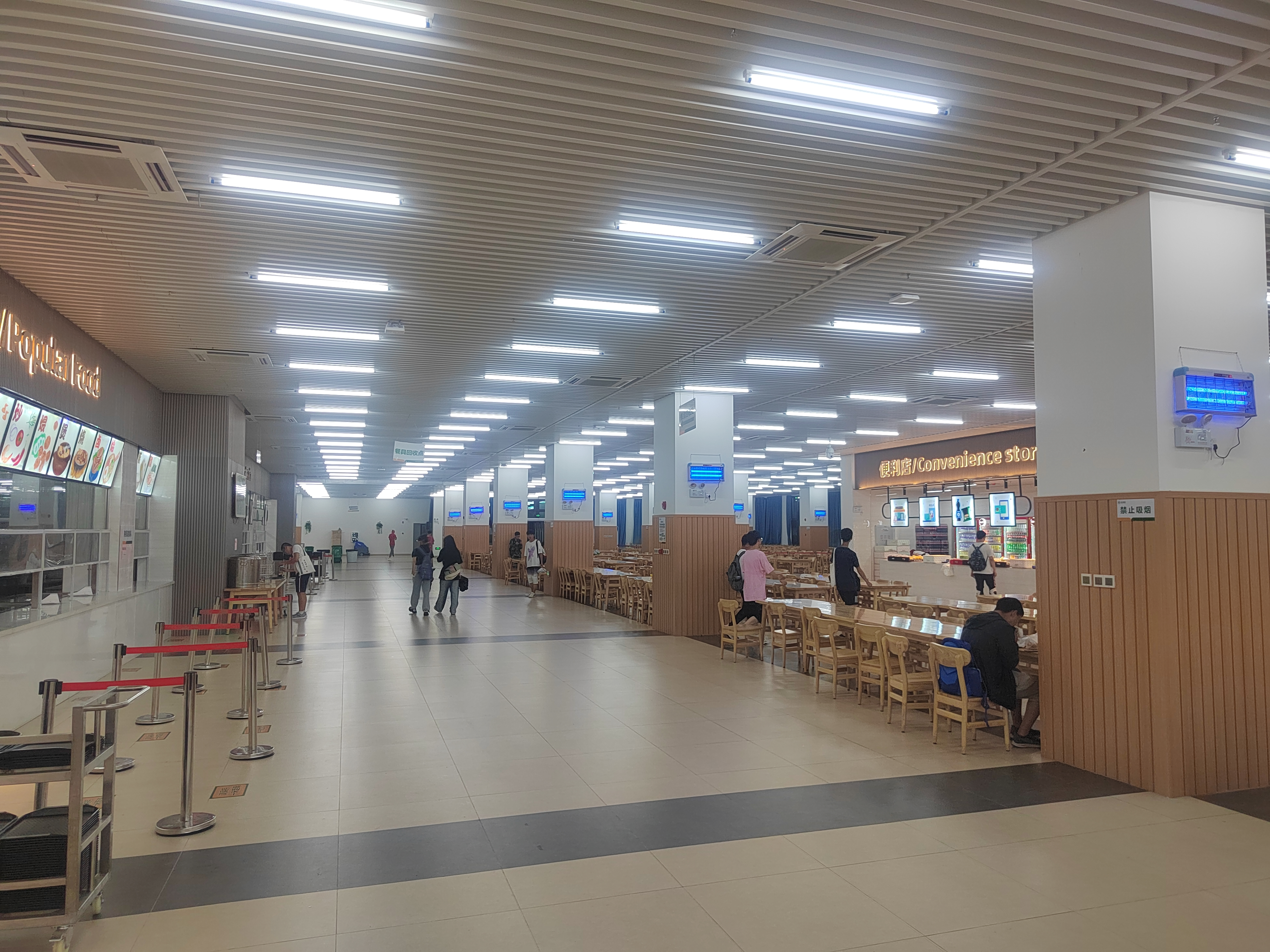
中山大学深圳校区的食堂

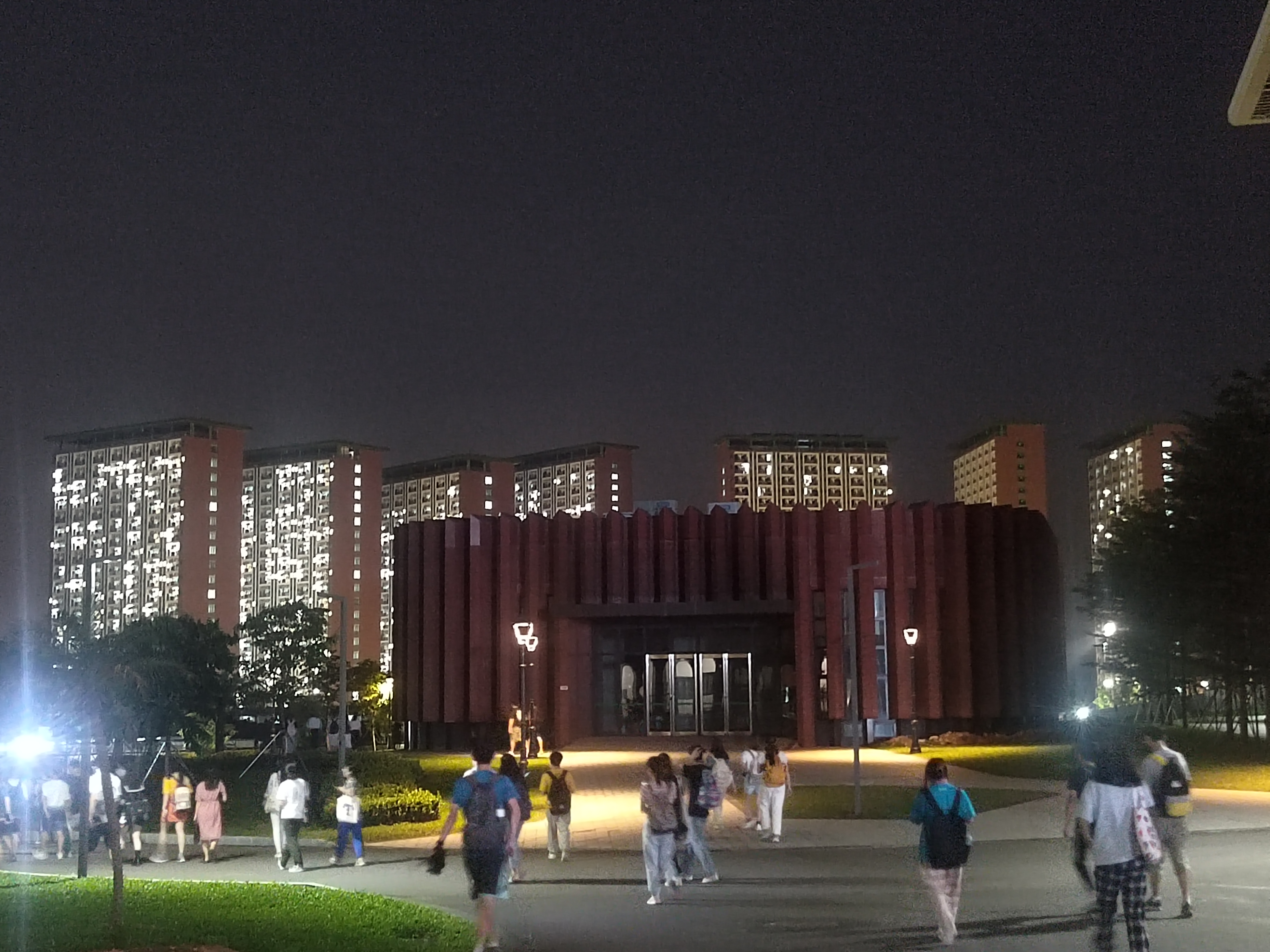
晚上的中山大学深圳校区

早於2017年3月，校區收地工作已正式展開。3月17日，首幢工廠業戶正式簽立收地協議；該工廠已於5月清拆。
2017年8月，中山大學深圳校區設計正式曝光，由英國羅麥莊馬建築師事務所設計；其中，一期建築面積達100萬平方米。而在設計上，所有樓宇將圍繞地盤內小山丘（豬公山及豬婆山）建造，並將建造一條跨越山丘的行人中軸（將建孫中山銅像、仿製「國立中山大學」牌坊，以及復古建築物）。
2017年9月4日，中山大學在校址展開住宅收地工作；而為了加快收地進度，大學校方推行提早簽約及交地獎勵計劃，鼓勵地盤上各業主早日遷出。同月，更正版第一稿建築設計效果圖出爐，顯示校園將採用復古風格設計，仿照中山大學廣州總校內前嶺南大學建築物「紅牆綠頂」的形象。
直至2017年9月19日，地盤內120戶住戶當中，已有109伙正式簽立收地協議；而下一階段收地行動，則主要安排各業戶遷出及安置，以及對逾期未遷出的業戶進行強制清拆。
而在同年10月中，校址上所有住宅物業均已被收購，並陸續展開拆卸工程。
2018年4月，校址收地清拆進度達90%。
同月12日，校區第一份建造合約正式簽立；該標段工程負責建造校區的生活區。
同月24日，中山大學正式與寶安區及光明新區教育部門簽立拆遷移交契約，將校區內已按收地協議清拆的原寶安區實踐活動教育基地土地移交中山大學。
按照建築計劃，本校区將分三期完工：第一期校舍主要容納醫學相關學科，共150.82公頃，預計2019年8月完工；第二期校舍主要容納其餘非醫學學科，預計2021年8月完工招生；而第三期提升工程，將於2024年8月完工。以上三期工程，將花七年時間建成。
2020年8月24日，中山大学深圳校区正式启用，西教学楼、西生活区、理科组团启用，五个学院入驻。
2022年7月，综合行政楼、大礼堂、部分教学楼交付使用。
2023年6月，深圳校区校园一期建设全面完工。

## 入驻单位

### 院系
- 电子与通信工程学院
- 航空航天学院
- 智能工程学院
- 生物医学工程学院
- 材料学院
- 医学院
- 药学院（深圳）
- 公共卫生学院（深圳）
- 农学院
- 生态学院
- 集成电路学院
- 先进制造学院
- 先进能源学院
- 网络空间安全学院
- 商学院（创业学院）
- 理学院
- 柔性电子学院

### 机构
- 深圳校区图书馆

## 公共交通
深圳地铁6号线支线在中山大学深圳校区设立中大站，该站随深圳地铁6号线支线于2022年11月28日开通。

## 附屬机构

### 附属医院
- 中山大学附属第七医院：位于光明区，为新建医院，於2017年10月啟用（原訂7月完工），並將於2020年完成二期工程；
- 中山大学附属第八医院：位于福田区，为原深圳市第四人民醫院，經營權早至2016年8月已由福田區衛計委移交予中山大學，並于2018年完成擴建及翻新工程。
- 中山大学附属第九医院：位于宝安区，沙井片区新建综合医院，筹建中。

### 附属学校
- 中山大学深圳附属学校：位于光明区，为九年一贯制学校，于2020年9月开学。